# Classe Mackerel
La classe Mackerel est une classe de sous-marins prototypes expérimentaux construits juste avant la Seconde Guerre mondiale et lancés en 1940 et 1941. Les deux sous-marins sont similaires en taille et en capacité aux sous-marins de la classe S construits à la fin de la Première Guerre mondiale et ont été construits afin de tester la faisabilité de production de masse pour construire de petits sous-marins. Jusqu'en 1940 au moins, les autorités pensent qu'une production de masse de sous-marins à long rayon d'action n'est pas envisageable et, dans tous les cas, de petits sous-marins côtiers peuvent assurer la défense des zones abritant des bases sous-marines. Une fois qu'il devient évident qu'une production suffisante de sous-marins de la classe Gato plus performants sera atteint, l'intérêt pour ce type de conception diminua et aucun petit sous-marin supplémentaire ne sera commandé. La production en masse de sous-marins se normalisera pendant la guerre, notamment pour les classes Gato, Balao et Tench. Dans certaines références, la classe Mackerel est appelée aussi « classe M ».

## Conception
La classe Mackerel est issue d'études de conception commandées par le Conseil général de la marine à partir de 1936, lorsque l'amiral Thomas C. Hart rejoint le Conseil et dirige le projet. À l'époque, les autorités estiment qu'une production de masse de sous-marins à long rayon d'action n'est pas envisageable. Il est également jugé nécessaire de remplacer les sous-marins vieillissants des classes S, R et O, pour assurer la défense de zone des bases sous-marines et opérer dans des eaux restreintes. Pour la classe Mackerel, deux conceptions quelque peu différentes sont produites par l'Electric Boat Company et le Portsmouth Navy Yard. En tant que prototypes, les Mackerel et Marlin sont des « quasi-sister-ship ». Les références conviennent que le Mackerel utilise un agencement de propulsion à entraînement direct, mais diffèrent quant à savoir si le Marlin dispose d'un moteur à entraînement direct ou un moteur à entraînement diesel-électrique,. Les deux navires ont fait l'objet de conceptions de moteur non utilisées dans d'autres sous-marins de la marine américaine ; le Mackerel est conçu par Electric Boat tandis que le moteur du Marlin est conçu par l'ALCO. À la fin de 1941, une fois qu'il devient évident qu'une production en série suffisante de sous-marins à long rayon d'action plus performants sera atteint, l'intérêt pour ce type de conception diminua. L'intérêt est ravivé avec l'examen de l'U-570 allemand, un sous-marin de type VII capturé par les Britanniques et prêté aux États-Unis. En outre, l'amiral Hart revient au Conseil général à la fin de 1942, après avoir opéré courageusement dans la défense finalement futile des Philippines et de l'Indonésie en 1941-42. Il souligne qu'aucune autre marine n'a abandonné la conception de petits sous-marins. Cependant, l'amiral Frederick J. Horne (en), vice-chef des opérations navales, estime que les petits sous-marins ne devront être construits que s'il n'y a aucune interférence avec la production de sous-marins de gros tonnage. Parmi tous les chantiers navals capables de construire des petits submersibles, aucun n'avaient le moyen d'en produire sans répercussion sur la production des sous-marins plus lourds déjà commandés. Ainsi, la conception du sous-marin côtier sera abandonnée.

## Historique
Les deux sous-marins passent toute leur carrière à opérer à partir de la base sous-marine de New London, au Connecticut et à partir du chantier naval de Portsmouth. Ils servent de navires de formation et de recherche, contribuant au développement de la lutte anti-sous-marine pendant la Seconde Guerre mondiale. Le 12 avril 1942, le Mackerel est attaqué par un sous-marin allemand alors qu'il transite vers Norfolk, en Virginie, mais les torpilles le manque de peu. Le Marlin apparait comme un navire corsaire fictif dans le film Requins d'acier de 1943, tourné à la base sous-marine de New London. Après la guerre, les deux submersibles sont retirés du service en novembre 1945 et démolis en 1946-47.

## Navires de la classe
| Nom      | N° de coque | Constructeur                               | Pose de la quille | Lancement         | Commission    | Sort           |
| -------- | ----------- | ------------------------------------------ | ----------------- | ----------------- | ------------- | -------------- |
| Mackerel | SS-204      | Electric Boat, Groton (Connecticut)        | 6 octobre 1939    | 28 septembre 1940 | 31 mars 1941  | Démoli en 1947 |
| Marlin   | SS-205      | Portsmouth Naval Shipyard, Kittery (Maine) | 28 mai 1940       | 29 janvier 1941   | 1er août 1941 | Démoli en 1946 |